# モーシェ・ベン＝マイモーン
ラビ・モーシェ・ベン＝マイモーン（ヘブライ語: רבי משה בן מיימון Mōšéh ben Mayimōn, アラビア語： ابو عمران موسى ابن عبيد اللّه ميمون القرطبي الإسرائيلي Abū ‘Imrān Mūsa ibn ‘Ubayd Allāh Maymūn al-Qurṭubī al-Isrā'īlī, スペイン語：Moises Maimonides, ラテン語（本来はギリシア語）：Moses Maimonides, 1135年3月30日 - 1204年12月13日）は、中世のスファラディのユダヤ教ラビであり、哲学者であり、大きな影響力をもった律法学者（トーラー学者）のひとり。アイユーブ朝前後のアラビア語資料ではイブン・マイムーンの名前で表れるが、（欧米などでは主に）ラテン語でマイモニデス（Maimonides）という名前で知られている。ラムバム RaMBaM (הרמב"ם) という、「ラビ・モーシェ・ベン＝マイモーン」の頭文字をとったヘブライ語的な略称でも知られる。
その業績は「モーシェの前にモーシェなく、モーシェの後にモーシェなし」と称賛されている。大きな影響力を持った書物『迷える者たちの導き』を著し、またユダヤ教の「13の信仰箇条」と呼ばれるものを残した。→#迷える者たちの導き、#13の信仰箇条
哲学的にはアリストテレス主義者であり、新プラトン主義者であった。当時は医学・天文学にも精通した人物として認められていた。
またルネサンスの人文主義の先駆者とも評価される。
イスラーム支配下のコルドバで誕生し青少年時代もそこで過ごしたが、業績として残る本格的な活動はモロッコのフェズやエジプトのカイロに移住した後に行われている。

## 生涯

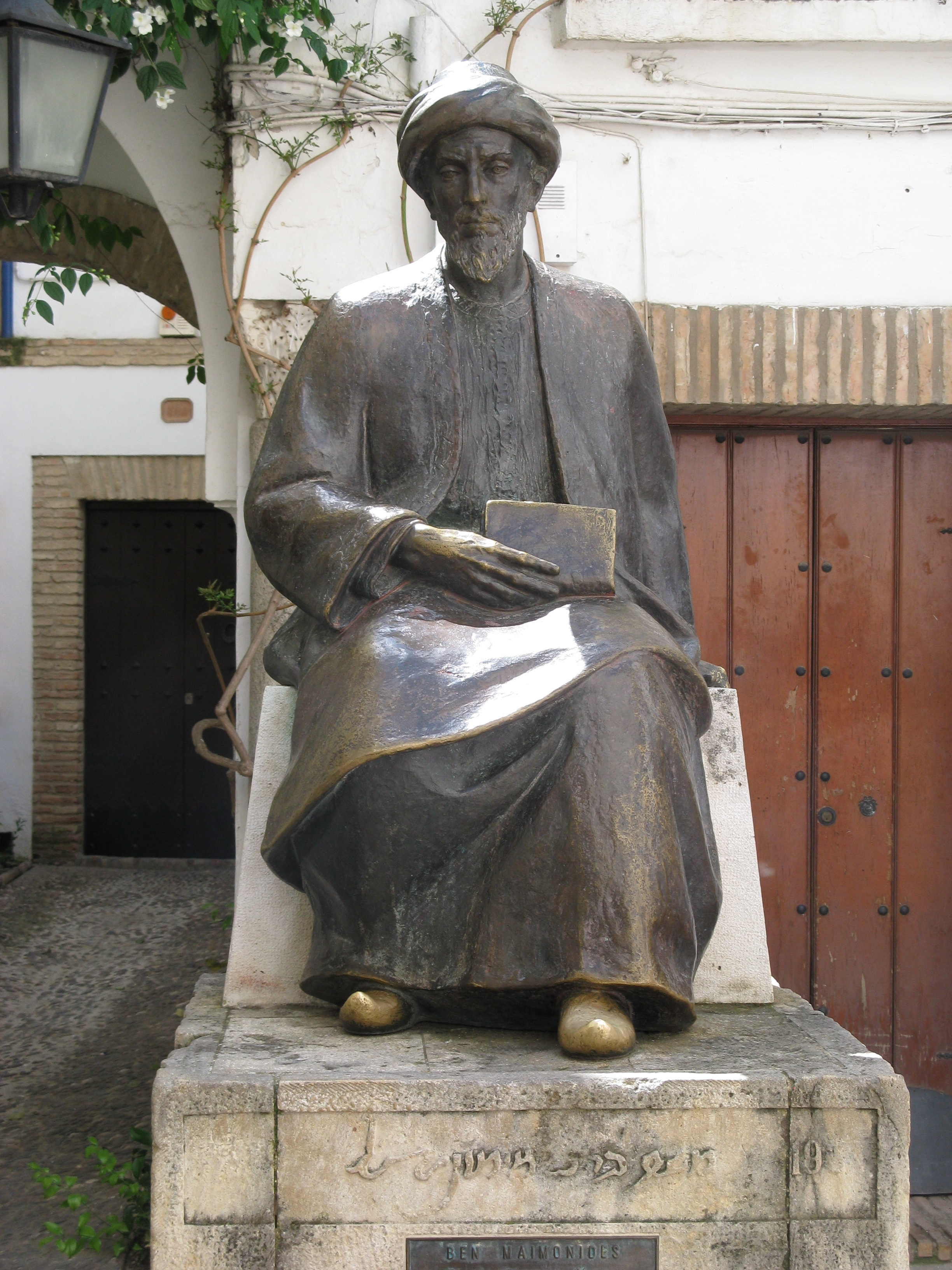
コルドバにあるマイモニデス像

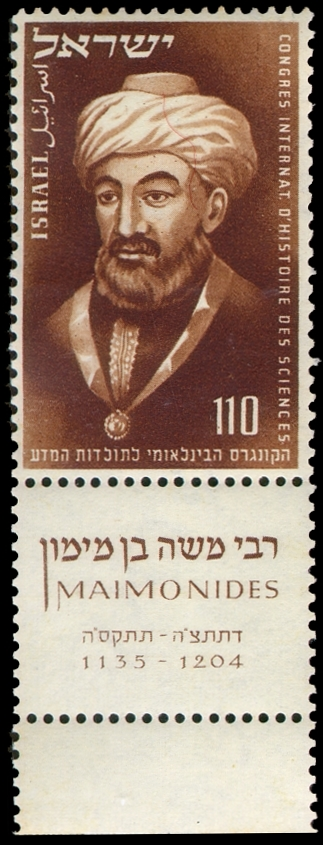
1953年にイスラエルで発行された記念切手

「コルドバ出身」。イスラームのムラービト朝が支配する土地、いわゆるアンダルスだったコルドバで誕生した。
代々続くラビの名門の出身で、一族は判事、学者、財政家を輩出した。モーシェの父ヨセフは学者として有名であり、コルドバのユダヤ教徒社会の最高判事も務めた。母はモーシェを生んだ直後に亡くなった。
モーシェ自身も青少年時代を同地で過ごしユダヤ教学やアラビアの諸学問について研鑽に努める。ヨセフからは数学と天文学の基礎のほかに、ユダヤ神学とラビ文学を教わった。ヨセフの思いに反して幼いモーシェは学問に興味を示さず、父の厳格な教育に耐えかねて家出したことが伝えられている。同郷人であったイブン・ルシュド（アヴェロエス）ともこの時代に知己を得ていたと伝えられる。
ムワッヒド朝によるユダヤ教とキリスト教徒への迫害・虐殺を避けるためイスラームに偽装改宗するが、それでも危険と判断しアルメリア地方へ移住。ここも程なくムワッヒド朝軍の侵攻に晒され、モロッコのフェズに移住した。放浪の旅の中での見聞は、モーシェの視野の成長に大きく寄与した。モーシェは旅の合間にユダヤ暦を扱った論文を書き上げ、『ミシュナー註解』の編集に取り掛かった。
フェズ居住中、モーシェは隠れユダヤ教徒（棄教を強制されて表面上は改宗したように見せかけたユダヤ教徒）を攻撃する匿名の書簡に反論する文書をしたためた。これが公刊された最初の論文となった。フェズでモーシェたちは強制的に改宗させられる危機に直面するが、一家は信仰の放棄と殉教のどちらも選択せず、1165年4月にパレスチナ行きの船に乗って出立した。翌5月にアッコンに到着、パレスチナでは十字軍に護衛されながらユダヤ教の聖地を訪問した。
1166年にカイロ南部のフスタート（旧カイロ）に移住するが、同年に父ヨセフを亡くす。ここでイスラーム教徒の友人の助けを借りてイスラーム法廷で、本来ならば非常に難しいイスラームへの改宗の無効化を勝ち取る。父の死後にラビ職に就くが、モーシェは報酬を受け取ろうとはしなかった。そのため、弟のダビデが遺産を元手に宝石商を始め、モーシェの代わりに一家を支えた。ヨセフの没後は宝石商を営む弟ダビデが生計を支えていたが、ダビデが海難事故で亡くなると一家は困窮し、モーシェは医業によって家計を支えることを決意する。移住後、現地のユダヤ教徒社会の指導者として活躍し、職務には無給で従事した。ユダヤ人社会で起きた法的問題に当を得た回答をし、相談者たちはモーシェを称賛した。しかし、健康を害して床に臥せることが多くなり、しばしばカライ派と対立した。フスタート移住後、バビロニア派とパレスチナ派に分かれた、異なる宗教儀礼を行う現地のユダヤ人の統合を試みた。
移住後にかねてから編集していた『ミシュナー註解』を完成させ、1168年に発表した。1173年、モーシェはエジプトを支配するアイユーブ朝の君主サラーフッディーン（サラディン）の妃に仕えていた女性と結婚する。
モーシェはアイユーブ朝のカーディー・アル＝ファーディルと親交を結び、1185年（あるいは1187年ごろ）に宮廷医に指名される。ファーディルの信頼を得たことで医師としての名声が高まり、宮廷医としての名声は彼をカイロのユダヤ人共同体の指導者の地位に就けた。また、1185年にはモーシェに息子が生まれ、彼は子にアブラハムと名付けた。
モーシェはサラディンおよびその子アル＝アジーズの侍医となり、イスラムの王侯貴族達を診察した。イングランド王リチャード1世からイングランド王室の侍医になるよう打診されたが、モーシェは「野蛮」なヨーロッパ世界よりも「文明的」なイスラム世界を好み、勧誘を断った。
1204年にフスタートで没する。遺体はモーセの辿った道を運ばれてガリラヤ湖畔のティベリアに葬られ、その墓は今なお巡礼者が絶えない。葬列はベドウィンに襲われたが参列者の中に動揺する者は無く、ベドウィンたちも葬列に加わった伝承が残る。カイロのラッビー・モーシェ・ベン＝マイモーンのシナゴーグの地下の一室は、病んで貧しいユダヤ教徒が夜を過して平癒を祈る所となった。
1953年にイスラエルで国際科学史会議が開催された記念として、モーシェの切手が発行された。また、モーシェの肖像画はイスラエルで発行された紙幣にも採用された。

## 著作
モーシェは講義を好まず、著述によって自身の思想を伝えることを好んだ。著作はアラビア語で行われたが、それは直ちにヘブライ語に訳された。彼の死後数十年して、さらにラテン語に翻訳された。

### ユダヤ法学
『ミシュネー・トーラー』を合わせて、ベン・マイモンは可能な限り広範囲で、深みのあるユダヤ法法典を作り上げた。この仕事は、タルムードからはすべての拘束力のある法を収集し、ゲオーニームの立場を取り入れている。
のちのユダヤ法法典、たとえばラビ・ヤアコブ・ベン・アシェルによる『アルバア・トゥリーム』、ラビ・ヨセフ・カロによる『シュルハン・アルーフ』は『ミシュネー・トーラー』に大きく依存している。しかし、公開当時には多くの反対があった。それには主に二つの理由があった。最初、ベン・マイモンは著作を簡潔にするために原典への引照をつけなかった。第二に序論でユダヤ法を完結に至たらしめるためにタルムードの研究を「切り捨て」ようとしている印象を与えた。後に彼はそのような意図はなかったと書いている。彼の最も強力な反対者はプロヴァンスのラビたちであり、ラビ・アブラハム・ベン・ダヴィド（ラアヴァド3世）による批判は『ミシュネー・トーラー』のほぼすべての版に印刷されている。
それは依然ハラハー（ユダヤ法）の体系化のためにの記念的貢献だと認識されていた。何世紀にも渡って広く研究され、そのハラハー的決定は後の判決にも重く掛かってきた。ラビ・ヨセフ・カロは、『ミシュネー・トーラー』に従う人たちに、『シュルハン・アルーフ』や他の後の法典に従うよう強制しようとする者達に応えてこう書いている。「誰がラムバン（ベン・マイモン）に従うコミュニティに他の裁定者に従うことを強制するだろうか？......ラムバンは最高の裁定者であり、イスラエルの地とアラブの地、マグレブ諸国すべてのコミュニティは彼の言葉に従って実践しており、彼を彼らのラビとして受け入れている」
彼のよく引用される法的格言に「罪のない一人を死刑にするよりは、千人の犯罪者を無罪とする方がよい」がある。彼は絶対的な確実性に満たないもので被告の処刑を行うと、立証責任の減少へと落ち込んで行き、我々は気ままに有罪判決を下すようになるであろうと論じた。

### ユダヤ神学、哲学
モーシェ・ベン＝マイモーンが残した最大の成果は、従来の膨大なユダヤ法に関する諸資料を体系的に分類し、かつ法典化した『ミシュネー・トーラー』である。同書はタルムード・アラム語ではなく、ミシュナの形式のヘブライ語で書かれている。『ミシュネー・トーラー』は『ミシュナー註解』と合わせて、ユダヤ人社会で高い評価を受けた。
また、哲学書『迷える人々の為の導き』は、信仰を失った哲学者たちに呼びかけた著作で、その目的は、アリストテレスとユダヤ教神学とを宥和させることにあった。トーラーの聖句に隠された意味についてアリストテレス派と、ファーラービーやイブン・スィーナーらアラブ哲学者の見解を用いて読み解こうと試み、ユダヤ教神学を合理的に解釈した。アリストテレスは月下の世界に関する権威だが、啓示というものは天上の世界に関する権威である、と彼はいう。しかし神に関する知識において哲学と啓示とは合一するのであり、真理の追求は宗教的な義務であるという。イスラム世界では物議をかもし、保守的な思想を持つユダヤ人の一派はモーシェの哲学書を焼却した。その思想はあまりに合理的すぎると批判もされたが、聖書の哲学的解釈の先駆けとして後世に影響を与えた。
後に『迷える人々の為の導き』はラテン語に訳され、アルベルトゥス・マグヌス、トマス・アクィナス、エックハルトらのキリスト教神学者達から高い評価を受ける。
モーシェは自身の思想は理解しがたい高度なものであると考えており、読者が一定の学識を有することを前提として著述を行った。そこには無知な一般大衆を蔑視するモーシェの態度が表れているが、それでも文章の表現は華美と評価されている。もっとも、相手を嘲笑する文体はモーシェ自身も嫌悪しており、極力表現を抑えようと努力していた。

### 迷える者たちの導き
『迷える者たちの導き』（Arabic: دلالة الحائرين, dalālat al-ḥā'irīn, Hebrew: מורה נבוכים, Moreh Nevukhim、略して『導き』とも）はマイモニデスによる三つの主著の一つである。この著作は多くの事例について合理的な説明を見出すことによって、ヘブライの聖書学とアリストテレス哲学の調和を探求している。ヘブライ文字で表記された古典アラビア語（ユダヤ・アラビア語）で書かれ、彼の弟子であるセウタのヨセフ・ベン・ユダに送った、三つの部分からなる書簡からなり、マイモニデスのユダヤ法に関する意見とは異なる、哲学的見解の主な情報源となっている。なお、ごく少数の人はこの著はマイモニデスの作品ではなく匿名の異端者によって書かれたと信じている。その中で注目されるのは18世紀の学者レブ・ヤアコブ・エムデンである。
彼の神学的見解や宗教と哲学の関係などの哲学的概念の多くは厳密なユダヤ教神学を超えて関連しているため、非ユダヤ世界において最もマイモニデスに関連づけられている著作であり、幾人かの主要な非ユダヤ人の学者たちにも影響を与えた。その公刊に続いて「中世の残りの時代のほぼ全ての哲学的作品はマイモニデスの見解を引用、注釈または批判した」。ユダヤ教内部においても『導き』は広く普及し、多くのコミュニティが写本を求めたが、同時に一部のコミュニティではその研究を制限したり禁止したりなどの論争を引き起こした。

#### 構成
1190年頃書かれ、1204年に同時代人のサムエル・ベン・ユダ・イブン・ティッボンによってヘブライ語に翻訳された。マイモニデスは『導き』を以下のものとして書いた。
「吾々の聖なる律法の真理を信じるように訓練され、道徳と宗教的義務を誠実に果たし、同時に哲学的研究に熟達した宗教的な人を啓発するため」

「この書には第二の目的がある。預言者達に現れるある曖昧な異象を説明しようとするものであり、それらは異象として厳密に特徴づけられていない。無知で皮相的な読者はそれらを象徴的ではなく文字通りに解釈する。知識ある人であっても文字通りに理解する時は困惑してしまうが、我々がその象徴を説明したり、その語が単なる比喩であることを示唆すれば困惑から完全に解放される。故に私がこの書をして『迷える者たちのための導き』と題した所以である」
また彼は、ユダヤ神秘主義において聖書の主要な二つの神秘的テキストである創世記（ベレーシート）における創造の神学と、エゼキエル書から神の戦車（メルカバー）の神学に関する部分に体系的な注釈をした。これらの分析は第三巻で行われ、この観点から、最初の二巻で提起された諸問題は、前提・背景と、この深奥を考察するために要求される神秘的・哲学的知識における進歩を提供する。

#### 第一巻
神人同形論に反対するマイモニデスの論からこの巻は始まる。聖書において、例えば「神の手」のように、人間を指す用語を神に転用する多くの表現を見出すことができる。マイモニデスは神が肉体的であると見なす異端に強く反対した。それが事実でないという彼の信念を説明するためにヘブライ語の単語の分析のために最初の20章用いた。各章は神を指すために使用される用語についてであり、いずれの場合もマイモニデスはそれらの単語が同名異義語であるというケースを提示した。そのため物質的なものを指す使用法と、神を指す場合の使用法とは意味が完全に異なるとする。これは神が完全に非肉体的であるという証明としてマイモニデスが見出したものを提示するために、聖書の用語の詳細な分析によって行われた。
「マイモニデスは神の非肉体性を教義として設定し、これを否定する人を偶像崇拝者のレベルに置いた。彼は『導き』の最初の部分の多くを聖書における神の擬人化の解釈に割き、それぞれの語の意味を定義し、超越的な形而上学的表現でそれを解釈するように努めた。それらのいくつかは完全な同名異義として彼によって説明されて、二つかそれ以上の絶対的な多義を示している」
これは神は肯定的な言葉では説明されず、むしろ否定的な概念のみで説明されるというマイモニデスの考えに繋がる。
また68章、69章では哲学者の説を紹介し、それを以て神を”思惟するものと思惟されるものとが同じである思惟”として説明し、形而上学を深く修めた者でなければ理解することができない教説としている。

### 医学
「真理の認識」には身体の健康と正しい生活様式が重要な役割を持つと、モーシェは考えていた。「最も素晴らしい神を礼拝する行為の1つ」として、若いころから医学の研究に打ち込んでいた。
喘息、痔疾、性交、ヒポクラテスとガレノスの箴言への注釈、養生論、中毒学、医療倫理学など、多岐にわたる分野の著書を残した。『医学至言集 al-Fuṣūl fil-Ṭibb』が医学関係著書のうちで最も有名。割礼法を改善し、痔疾は便秘より起るとし、その療法に野菜を主とする軽い食事を奨めた。著書はアラビア語で書かれ、後にヘブライ語、ラテン語に訳された。さらに近代各国語にも訳され、死後にユダヤ人世界の医学聖人とされて尊敬を受ける。

## 思想
モーシェは過去のアラビア、ギリシャ、ユダヤの哲学者たちの思想を研究していたが、その中で師として認めていたのはアリストテレスだけだった。また彼はアリストテレスに反対して、神は無から形相を創造したばかりでなく質料をも創造したのだ、と主張している。『ティマイオス』（このアラビア語訳を彼は知っていた）の概要をも述べていて、そのプラトンの『対話篇』を若干の点でアリストテレスより優れたものであるという。
同時代の人間が関心を持っていた歴史書、諸王の言行録、系譜図、歌謡集には興味を持たず、無為なものと考えていた。同時代の低質な読み物と、その中で述べられている意見を冷たい目で見ていた。
モーシェ・ベン＝マイモーンは占星衝を否定している。モーゼ五書はかならずしも文字通りにとるべきではなく、文字通りの意味が理性に反する場合には、比喩的な解釈を求めねばならないという。
さまざまな完全性を属性とする神の本質は知り得ないものである、とも彼はいう。ユダヤ人たちは彼を異端視し、キリスト教会の権威者たちを引きあいに出して、彼を論難するようなことまでやった。同胞から迫害されたところは、聖書を合理的に解釈してユダヤ教徒たちに破門されたスピノザと共通している。さらにスピノザの祖先がスペイン出身であったことなどから、モーシェからスピノザへの思想上の系譜を想定する学者もいるが、バートランド・ラッセルはそれは疑わしいとしている。

## 13の信仰箇条
モーシェはユダヤ教の「13の信仰箇条」と呼ばれるものを作成した。
en:Jewish principles of faith も参照
1. 神の存在/創造者である神 The existence of God
2. 神は唯一である God's unity
3. 神の精神性と非物質性（無形性） God's spirituality and incorporeality
4. 神の永遠性 God's eternity
5. 唯一神のみが礼拝の対象となりうる God alone should be the object of worship
6. 神の預言者を通じての啓示の信頼性 Revelation through God's prophets
7. モーセの預言者の中での傑出性 The preeminence of Moses among the prophets
8. シナイ山で賜った神のトーラー God's law given on Mount Sinai
9. 神のトーラーの不変性 The immutability of the Torah as God's Law
10. 人間の活動に対しての神の全能性 God's foreknowledge of human actions
11. 善行への良い報いと悪行への報復 Reward of good and retribution of evil
12. メシアの到来 The coming of the Jewish Messiah
13. 死者の復活 The resurrection of the dead

ユダヤ教では、キリスト教と異なり、信仰箇条（信条）というものは基本的なものではないが、それを作成する試みがされなかったわけではなく、その代表的なものがモーシェ・ベン＝マイモーンによるこの「13の信仰箇条」である。モーシェによる「13の信仰箇条」は、多くのユダヤ人から権威ある指針と見なされた。

## 作品
- 『ミシュナー註解』 The Commentary on the Mishna See Mishnah Commentaries を参照
- 『セーフェル・ハン＝ミツウォート』 Sefer Hamitzvot (ミツワーの書 "The Book of Commandments"). 613のミツワー を参照
- 『ミシュネー・トーラー』 The Mishneh Torah ("Yad ha-Chazaka" とも)
- 『迷える人々の為の導き』 The Guide for the Perplexed
- 『テシューボート』 Teshuvot - レスポンサ

## 脚註
1. ↑  “H-Net”. 2008年1月1日閲覧。
2. ↑  “Maimonides Islamic Influences”. Plato.   Stanford. 2008年1月1日閲覧。
3. ↑  Moses (1138-1204)[リンク切れ]
4. ↑  “Isaac Newton: “Judaic monotheist of the school of Maimonides””.   Achgut.com (2007年6月19日). 2010年3月13日閲覧。
5. ↑  MOSES BEN MAIMON Jewish Encyclopedia
6. ↑  鶴見太郎『ユダヤ人の歴史：古代の興亡から離散、ホロコースト、シオニズムまで』中央公論新社、2025年1月、88頁。ISBN 9784121028396。
7. ↑  矢島祐利『アラビア科学史序説』（岩波書店, 1977年3月）、235頁
8. 1 2 3  ザハル『ユダヤ人の歴史』、305頁
9. 1 2  ディモント『ユダヤ人 神と歴史のはざまで』上巻、190頁
10. ↑  “The Guide to the Perplexed”.   World Digital Library. 2013年1月22日閲覧。
11. 1 2 3 4 5 6  小林「イブン・マイムーン」『岩波イスラーム辞典』、165-166頁
12. ↑  ディモント『ユダヤ人 神と歴史のはざまで』上巻、189頁
13. ↑  ヘッシェル『マイモニデス伝』、27頁
14. 1 2 3 4  黒田「マイモニデス」『新イスラム事典』、446-447頁
15. 1 2 3 4 5 6  コートネイ「イブン・マイムーン」『世界伝記大事典 世界編』1巻、415-417頁
16. ↑  ヘッシェル『マイモニデス伝』、28頁
17. ↑  ヘッシェル『マイモニデス伝』、30頁
18. ↑  ヘッシェル『マイモニデス伝』、52-58頁
19. 1 2  ザハル『ユダヤ人の歴史』、306頁
20. ↑  ヘッシェル『マイモニデス伝』、62頁
21. ↑  ヘッシェル『マイモニデス伝』、80頁
22. ↑  ヘッシェル『マイモニデス伝』、82頁
23. ↑  ザハル『ユダヤ人の歴史』、308頁
24. ↑  ヘッシェル『マイモニデス伝』、99-100頁
25. ↑  ヘッシェル『マイモニデス伝』、340-341頁
26. 1 2  ザハル『ユダヤ人の歴史』、307頁
27. 1 2 3  ヘッシェル『マイモニデス伝』、216頁
28. 1 2  梶田『医学の歴史』、149-150頁
29. ↑  ザハル『ユダヤ人の歴史』、309頁
30. ↑  矢島祐利『アラビア科学の話』（岩波新書, 岩波書店, 1965年）、154頁
31. ↑  上田『ユダヤ人』、49頁
32. ↑  ヘッシェル『マイモニデス伝』、94頁
33. ↑  ディモント『ユダヤ人 神と歴史のはざまで』上巻、190-191頁
34. 1 2  ディモント『ユダヤ人 神と歴史のはざまで』上巻、191頁
35. ↑  上田『ユダヤ人』、50-51頁
36. 1 2  ヘッシェル『マイモニデス伝』、43頁
37. 1 2  ヘッシェル『マイモニデス伝』、34頁
38. ↑  カステーヨ、カポーン『図説ユダヤ人の2000年 歴史篇』、143頁
39. ↑  ヘッシェル『マイモニデス伝』、37頁
40. ↑  ヘッシェル『マイモニデス伝』、35頁

## 文献案内
- Marvin Fox Interpreting Maimonides, Univ. of Chicago Press 1990.
- ユリウス・グットマン Julius Guttman, Philosophies of Judaism Translated by David Silverman, JPS, 1964
- Maimonides' Principles: The Fundamentals of Jewish Faith, in "The Aryeh Kaplan Anthology, Volume I", Mesorah Publications 1994
- Dogma in Medieval Jewish Thought, Menachem Kellner, Oxford University press, 1986
- Maimonides Thirteen Principles: The Last Word in Jewish Theology? Marc. B. Shapiro, The Torah U-Maddah Journal, Vol. 4, 1993, Yeshiva University
- A History of Jewish Philosophy, Isaac Husik, Dover Publications, Inc., 2002. Originally published in 1941 by the Jewish Publication of America, Philadelphia, pp. 236-311
- マンフレッド・ウルマン『イスラーム医学』橋爪烈・中島愛里奈訳、青土社、2022年